# Tonic Trouble
Tonic Trouble é um jogo eletrônico de ação e aventura desenvolvido pela Ubisoft Montreal e publicado pela Ubisoft. O jogo foi inicialmente lançado para Nintendo 64 em agosto de 1999, seguido por uma versão para o Microsoft Windows em dezembro desse mesmo ano. Uma adaptação do jogo para Game Boy Color foi desenvolvida pela RFX Interactive e lançada em 2000 exclusivamente na Europa.
Em 1998, a primeira versão de Tonic Trouble para o Microsoft Windows, intitulada Special Edition, foi distribuída pela Guillemot - uma empresa de fabricação de hardware fundada por Claude Guillemot, um dos cinco fundadores da Ubisoft. Esta versão apresentou diferentes designs de níveis e esquema de controles, guardas adicionais posteriormente excluídos na versão final, níveis maiores e mais abertos, pás vermelhas ao invés de termômetros para pontos de aumento de saúde e a falta de um chefe final.
Uma possível sequência do jogo, intitulada Tonic Adventure ou Tonic Trouble 2, foi originalmente planejada, mas depois a ideia foi abandonada devido ao fato de que Tonic Trouble "não ter ficado popular o suficiente".

## Enredo

### Trama
A história varia dependendo da versão.
Na versão de N64, enquanto o Agente Ed, o protagonista do jogo, limpa a nave espacial em que está, ele encontra um inseto e tenta golpeá-lo. Na versão para computadores, ele está tentando dar um presente para uma garota que ele ama, mas falha quando descobre que ela já está em relacionamento com um dos guardas do navio chamado Burk, e consegue fugir dele. Mais tarde, Ed encontra uma lata cheia de uma substância estranha em cima de uma mesa. Ele a bebe, mas quando descobre que a substância era perigosa, e que começara a ter uma sensação horrível em sua boca, Ed cospe o fluido no chão e alguns parafusos ganham vida. Na versão de N64, Ed acidentalmente deixa a lata em um orifício criado pela abertura dos parafusos; Na versão para computadores, Ed entra em pânico e joga a lata em uma calha de lixo.
A lata cai na Terra e aterrissa perto de Grögh, um bêbado que acabou de ser mandado embora de uma bar por não pagar aconta (apenas na versão para computadores). Eventualmente, ele encontra a lata e percebe as propriedades mutagênicas do fluido ao transformar o ambiente a sua volta, e quando ele o bebe, fica satisfeito com os resultados, tornando-se muito poderoso. Quando os superiores de Ed descobrem o que aconteceu, ele é enviado para limpar a bagunça que fez e recuperar a lata de Grögh.
Ao chegar na Terra, Ed é instruído a libertar o Doc, que está preso em uma caverna por sua robô defeituosa. Ed mata a robô, pega sua zarabatana e liberta o Doc, que lhe diz para coletar as peças necessárias para criar uma máquina que o levará até o reino de Grögh. Ed recolhe seis molas no Quartel General dos Vegetais, hélices na Planície do Norte, pedras saltitantes no Cânion, penas no Coquetel Glacial, dominós na Pirâmide e porcos na Panela de Pressão; No entanto, o último porco é roubado pelo Magic Mushroom, que pretende usá-lo para tornar-se um rei supremo e destruir a humanidade. Depois de uma longa batalha, Ed mata o Magic Mushroom com seu Peashooter e recupera o último porco.
Com sua máquina concluída, Doc catapulta Ed até o Reino de Grögh, onde Grögh pilota um robô de luta gigantesco para lutar contra Ed. Depois de admitir a derrota, Grögh devolve a lata para Ed. A Terra volta ao normal.

### Personagens
Agente Ed: O Agente Ed é o protagonista do jogo. Ele é um alienígena preparado para limpar o desastre que causou na Terra e recuperar a lata misteriosa para a sua nave-mãe, a S. S. Albatroz.
Suzy: Suzy é a filha do Doc, que o Agente Ed encontra ao chegar à Terra. Eles ficam apaixonados e ela o auxilia com informações úteis relacionadas a sua missão.
Doc: Uma vez livre, o Doc ajuda o Agente Ed a chegar até o Reino de Grögh e recuperar a lata com o Tônico.
Grögh: Grögh é o principal antagonista do jogo. Um ex-bêbado, que, depois de ter sido expulso de um bar por não pagar a conta, bebeu o Tônico e, dessa forma, ganhou poderes sobrenaturais e se coroou como rei da Terra.

## Recepção
Tonic Trouble foi recebido com críticas mistas, com o Game Rankings dando uma pontuação de 53.32% para a versão de Nintendo 64, e uma de 70.00% para a versão de Microsoft Windows.